# کرویدون (پنسیلوانیا)
کرویدون (به انگلیسی: Croydon) یک منطقهٔ مسکونی در ایالات متحده آمریکا است که در پنسیلوانیا واقع شده‌است. کرویدون ۹٬۹۵۰ نفر جمعیت دارد.